# Ordnungsprinzip (Kunst)
Ein Ordnungsprinzip (Flächenordnungsprinzip, Formanordnung, Gestaltungsprinzip, Grundordnung, Kompositionsprinzip, Prinzip der Bildordnung, strukturale Formung) in der Kunst beschreibt eine mögliche Anordnung von mehreren, meist ähnlichen Elementen in Architektur, bildender Kunst, Design, Ornamentik, Schriftkunst und Städtebau. Kunstschaffende verteilen die Bildelemente in der Regel nicht willkürlich. Sie wählen bewusst oder intuitiv ein oder mehrere Ordnungsprinzipien aus, die ihre Darstellungsabsicht am besten vermitteln. Grundsätzlich ist die Anzahl der Ordnungsprinzipien unbegrenzt. Aber es gibt einige relativ einfache, grundlegende Ordnungsprinzipien: Reihung, Rhythmus, Ballung, Streuung, Raster, Muster, Symmetrie und Asymmetrie.

## Reihung
Die Reihung ist das einfachste Ordnungsprinzip. Gleiche oder sehr ähnliche Bildelemente wiederholen sich in gleichbleibenden Abständen und ihre Gerichtetheit bleibt erhalten. Eine Reihung wirkt meist diszipliniert, einfach, gleichrangig, ordentlich und ruhig, kann aber auch banal, monoton, starr, statisch und unnatürlich wirken.

Ein besonders typisches Beispiel für eine Reihung ist eine Perlenkette, bei der sich gleichgroße Perlen aneinanderreihen. Im Bereich der Architektur bilden die Kolonnaden, die den Petersplatz vor dem Petersdom in Rom einrahmen, eine doppelte Reihung von Säulen. In der Kunst ist eine Reihung eher selten. Ein Beispiel ist das Mosaik mit der Prozession von 22 Jungfrauen in der Basilika St. Apollinare Nuovo in Ravenna.

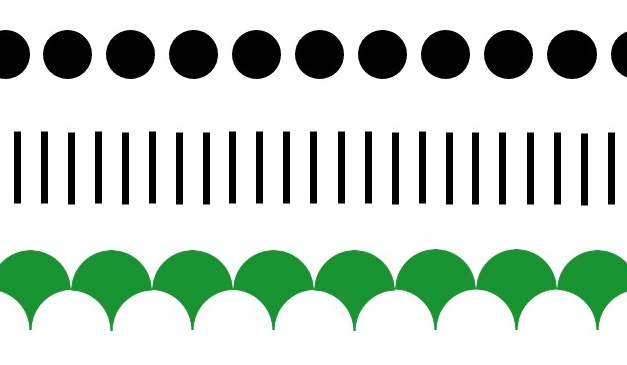
Reihung aus Punkten, Linien und stilisierten Ginkgoblättern.
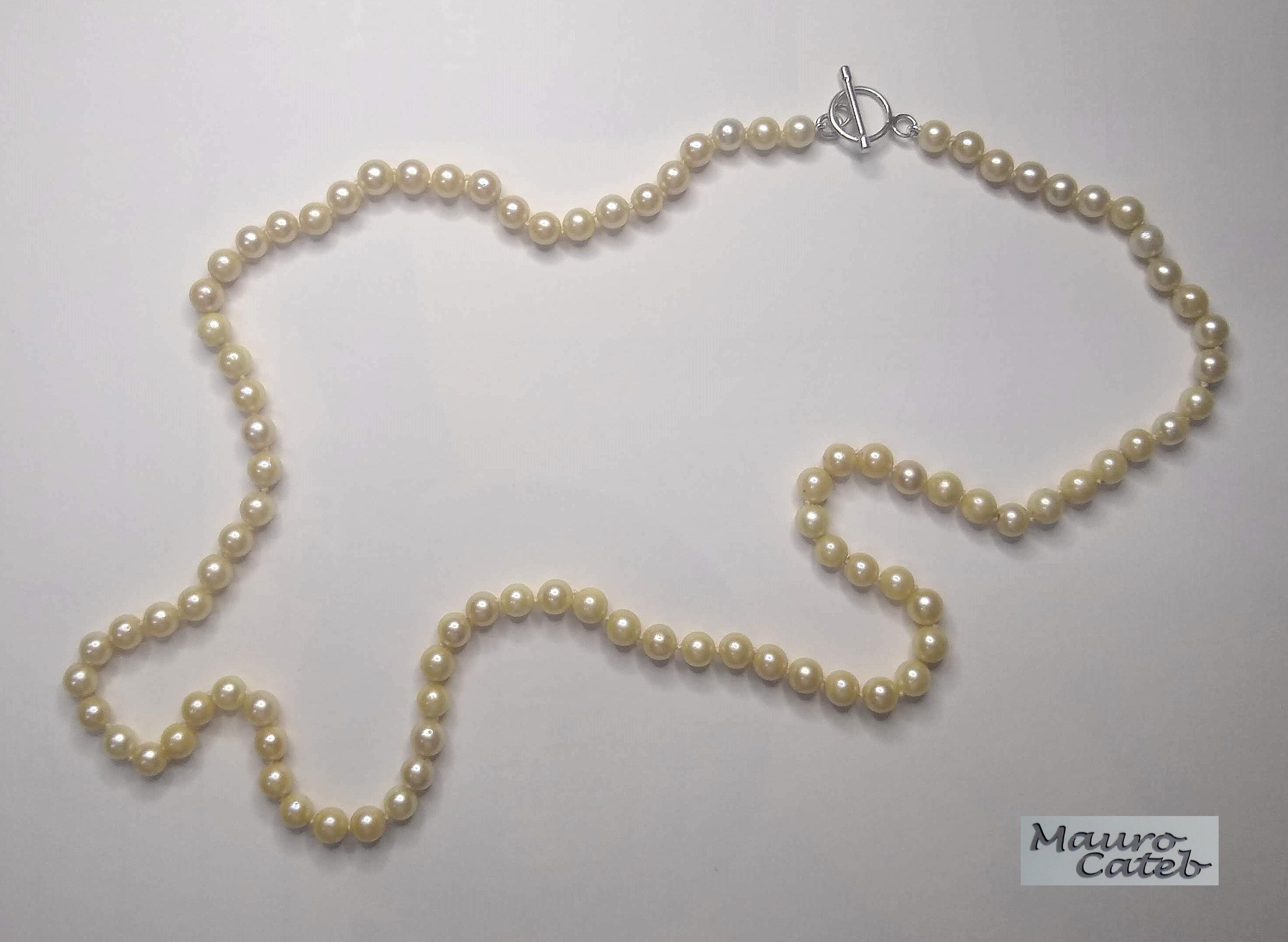
Die Perlen einer einfachen Kette bilden eine Reihung.
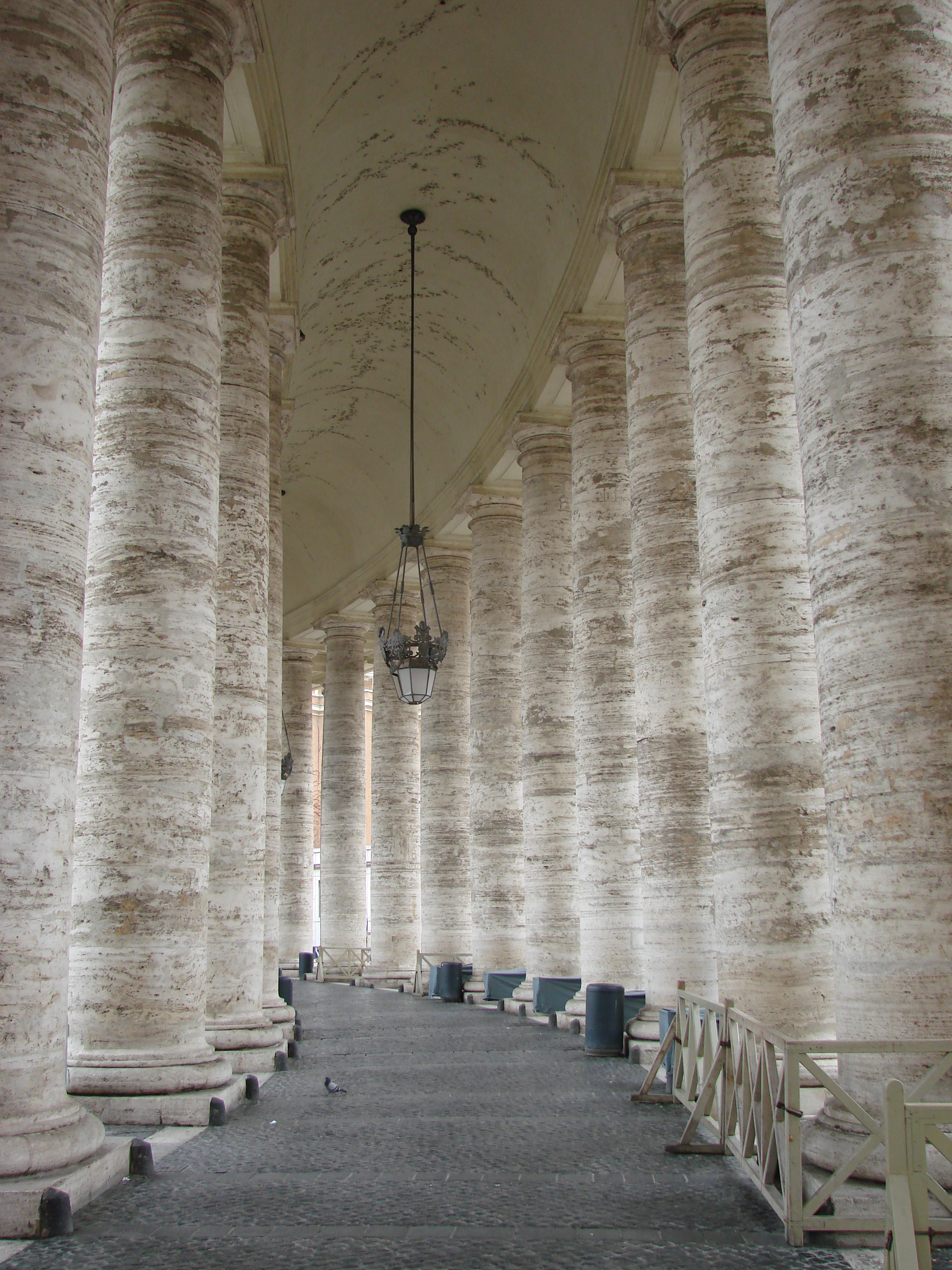
Säulen der Kolonnaden des Petersplatzes in Rom.
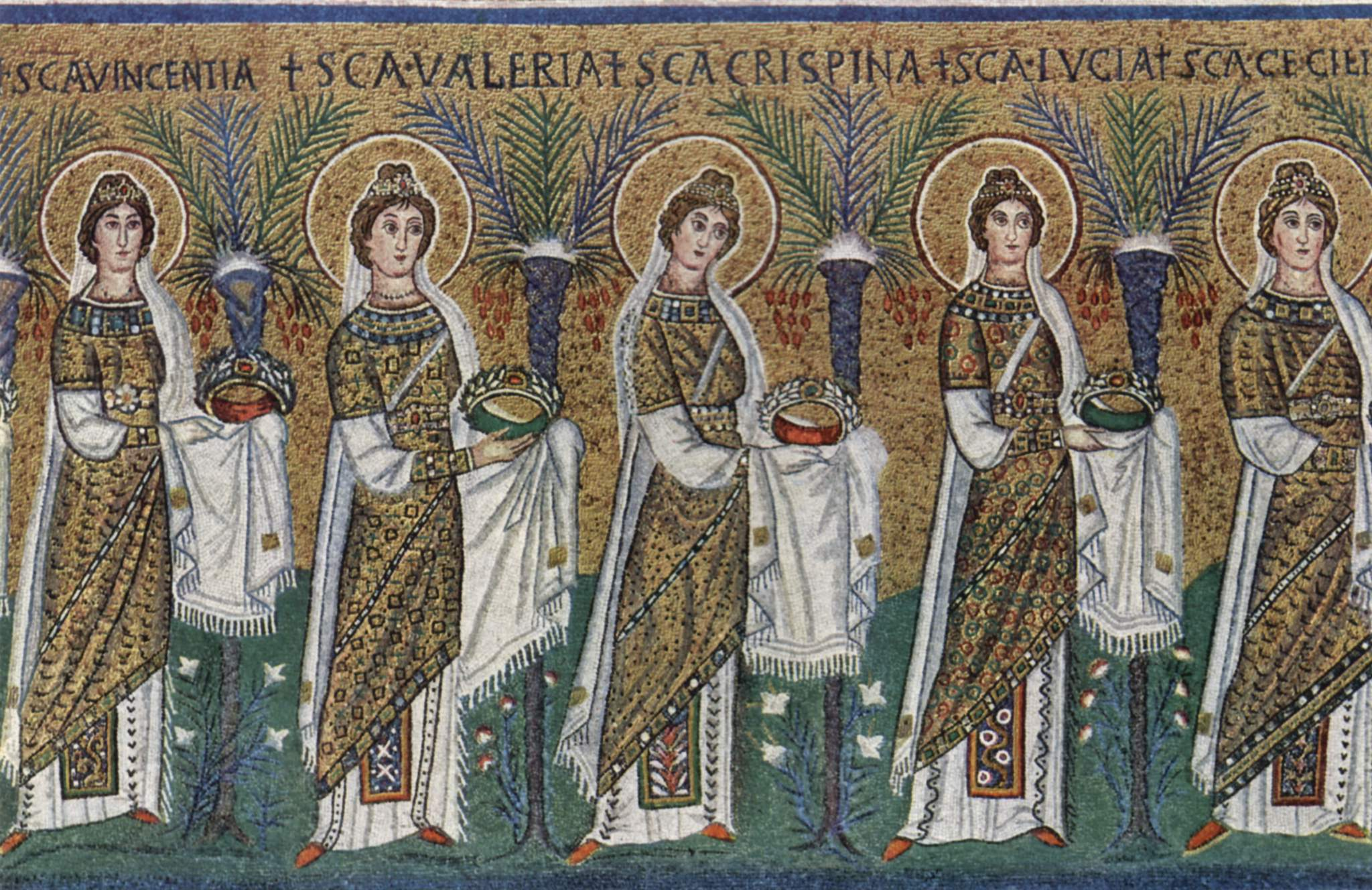
Jungfrauen auf dem Mosaik in der Basilika St. Apollinare Nuovo in Ravenna.

## Rhythmus
Ähnliche oder verschiedene Bildelemente wiederholen sich als Sequenz mindestens einmal und / oder sind in rhythmisch unterschiedlicher Weise angeordnet. Bereits zwei Einzelformen, die zu einer Gruppe zusammengefasst sind und in regelmäßigen Abständen wiederholt werden, bilden einen Rhythmus. Ein Rhythmus wirkt meist abwechslungsreich, dekorativ, lebendig, ordentlich und überschaubar, aber auch bieder. (Siehe auch: Rhythmus (Kunst))

Im Bereich Schmuckdesign wechseln sich zum Beispiel bei der byzantinischen, goldenen Halskette Perlen und Smaragde ab und bilden einen Rhythmus. Bei einem Wohnhaus der Else-Züblin-Siedlung in Zürich-Albisrieden von 1950 wechseln sich Balkone und Fenster rhythmisch ab. Auf dem Ölgemälde „Schutzmantelmadonna“ von Enguerrand Quarton und Pierre Vilatte stehen oder knien kleinere Figuren zwischen drei großen Figuren und bilden eine rhythmische Sequenz.

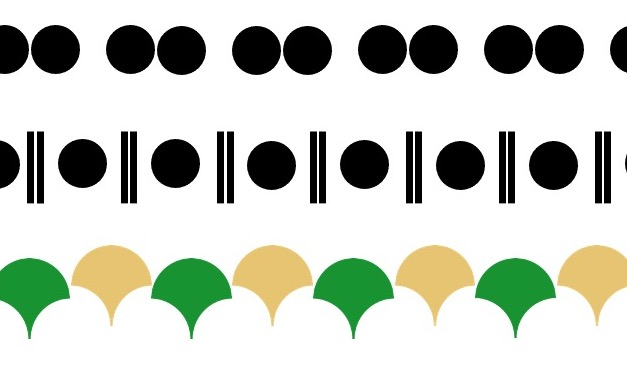
Verschiedene rhythmische Sequenzen.
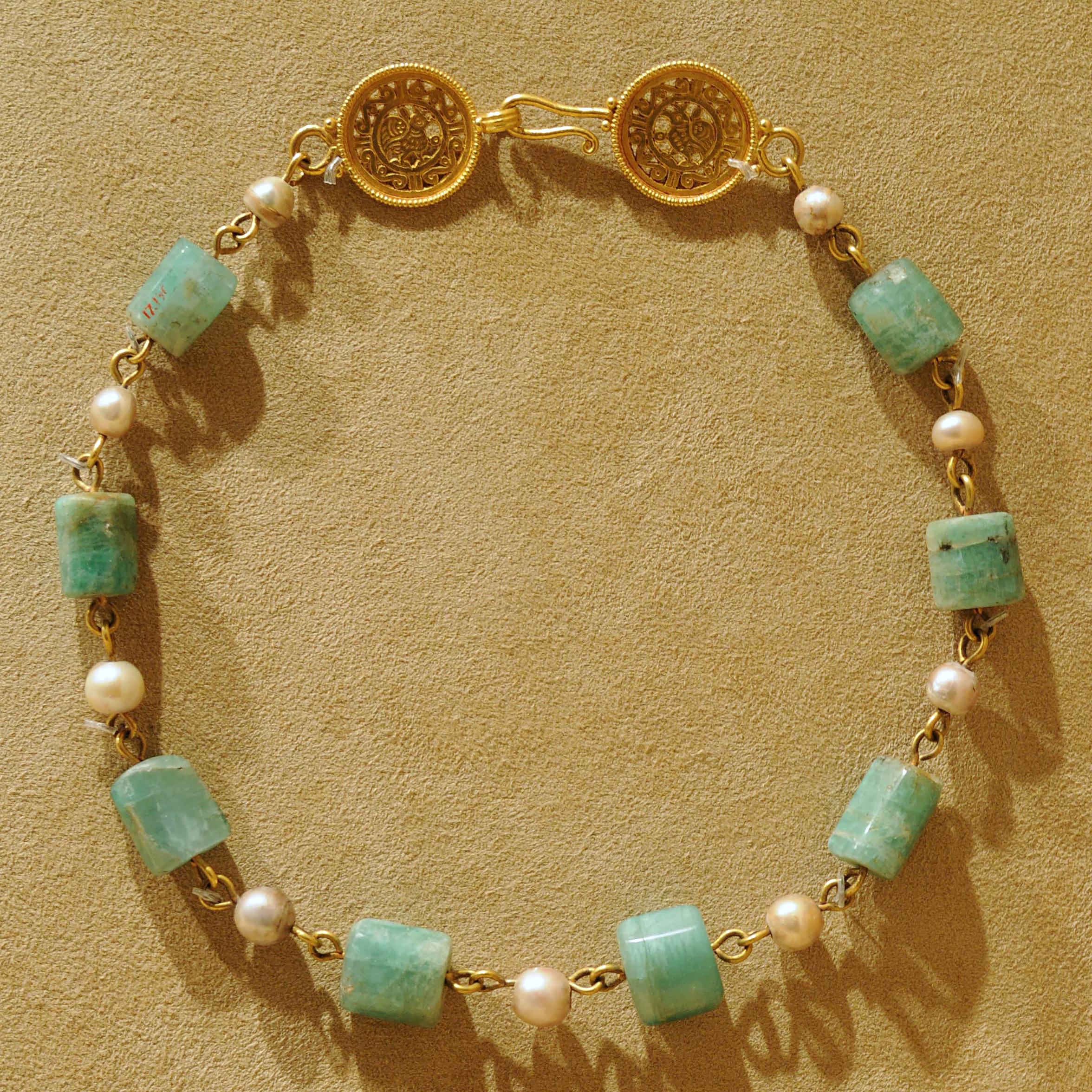
Goldene, byzantinische Halskette mit Perlen und Smaragden.
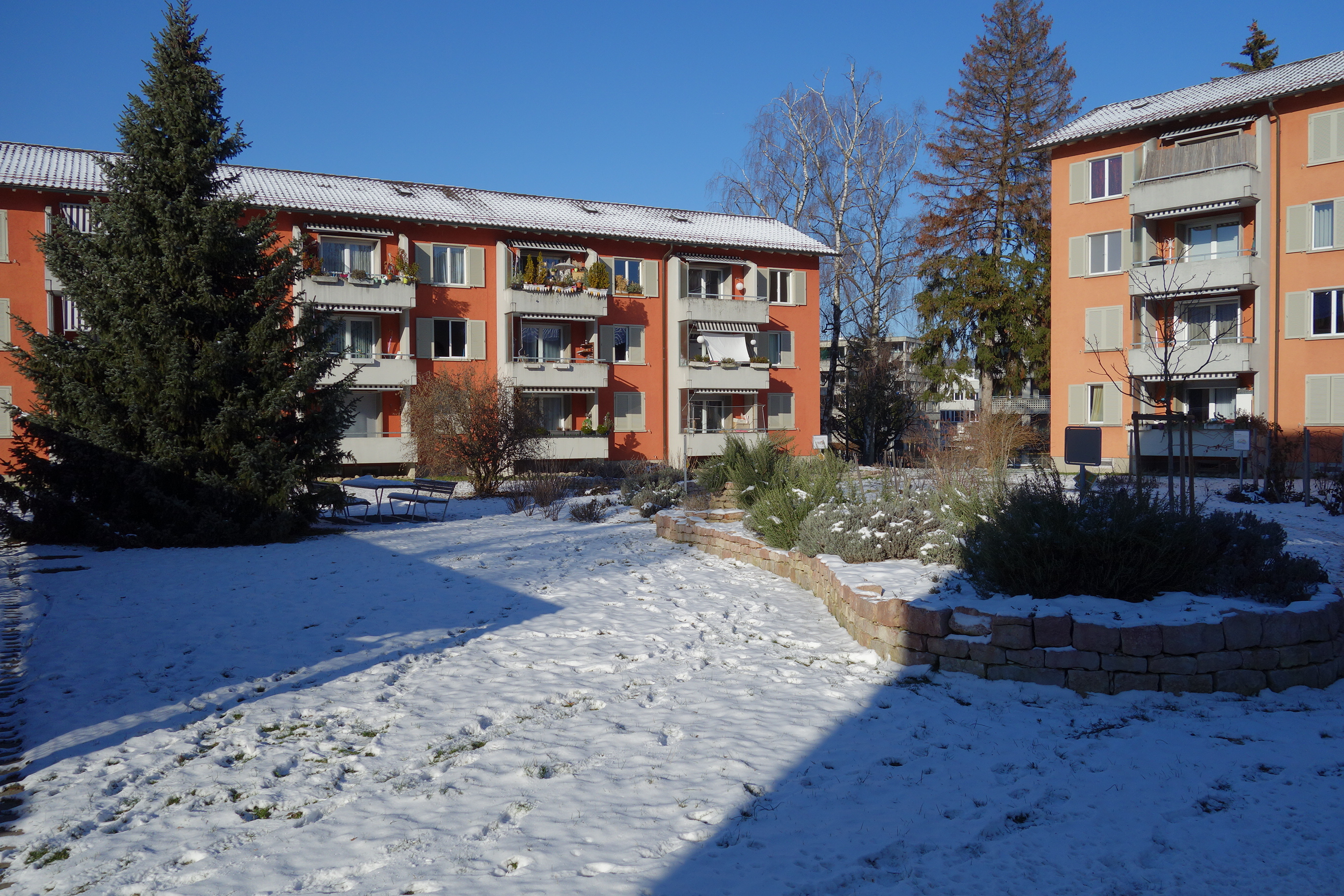
Wohnhaus der Else-Züblin-Siedlung in Zürich-Albisrieden / Schweiz.
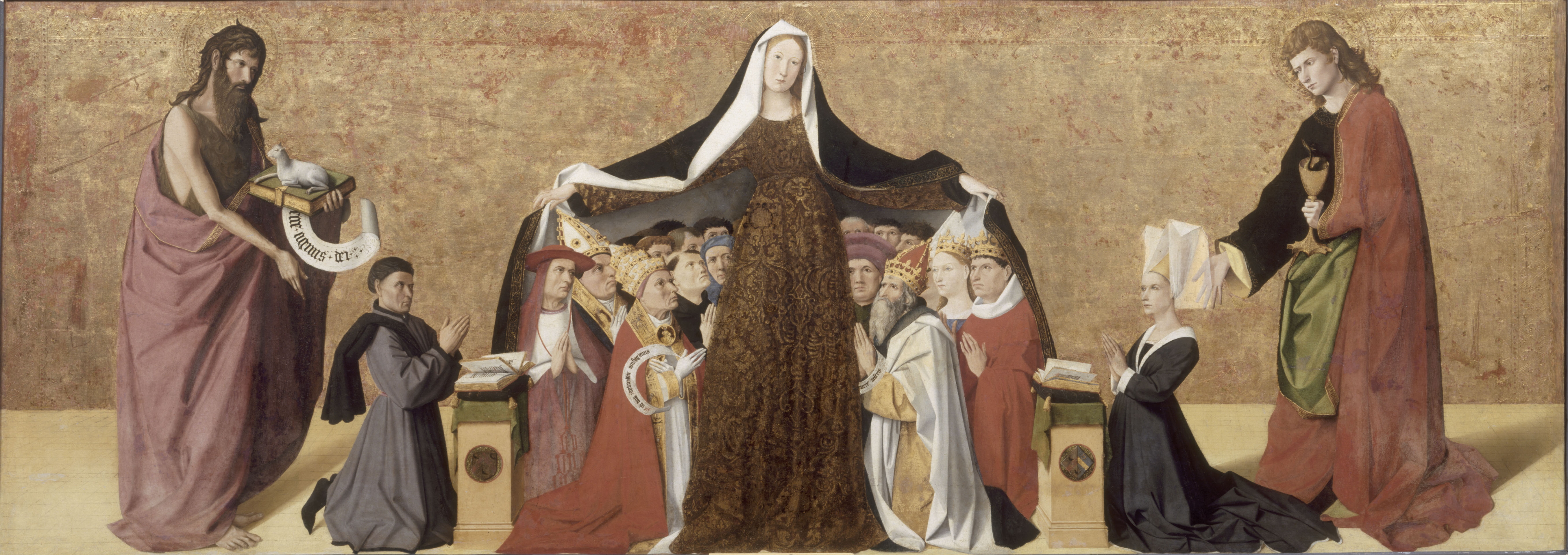
Enguerrand Quarton und Pierre Vilatte: Schutzmantelmadonna.

## Ballung
Gleiche, ähnliche oder unterschiedliche Bildelemente liegen ungeordnet und dicht beieinander und überdecken sich teilweise. Eine Ballung wirkt meist bewegt, konzentriert und zusammengehörig, kann aber auch chaotisch, gedrängt und zufällig wirken.

Ein Beispiel für eine Ballung bildet eine Ansammlung von einzelnen Perlen. Ebenso bilden die dicht zusammengedrängten Häuser auf einer Halbinsel eine Ballung. Die Luftaufnahme zeigt die Stadt Novo Mesto (Rudolfswerth) in einer Flussschleife des Flusses Krka (Krainer Gurk) in Slowenien. In dem Stillleben mit französischen Romanen von Vincent van Gogh liegen mehrere Stapel Bücher auf einem Tisch. Es entsteht eine unordentliche Fülle bzw. Ballung.

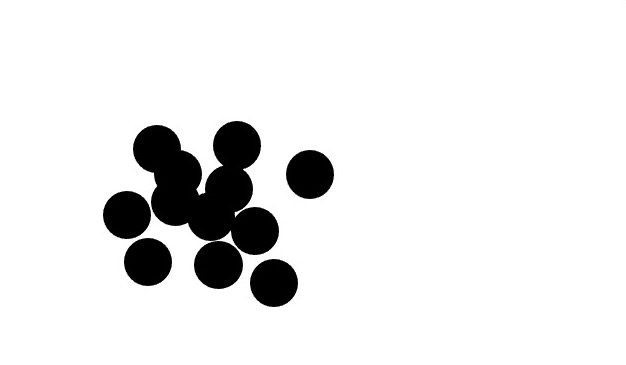
Eine Ballung aus Punkten.
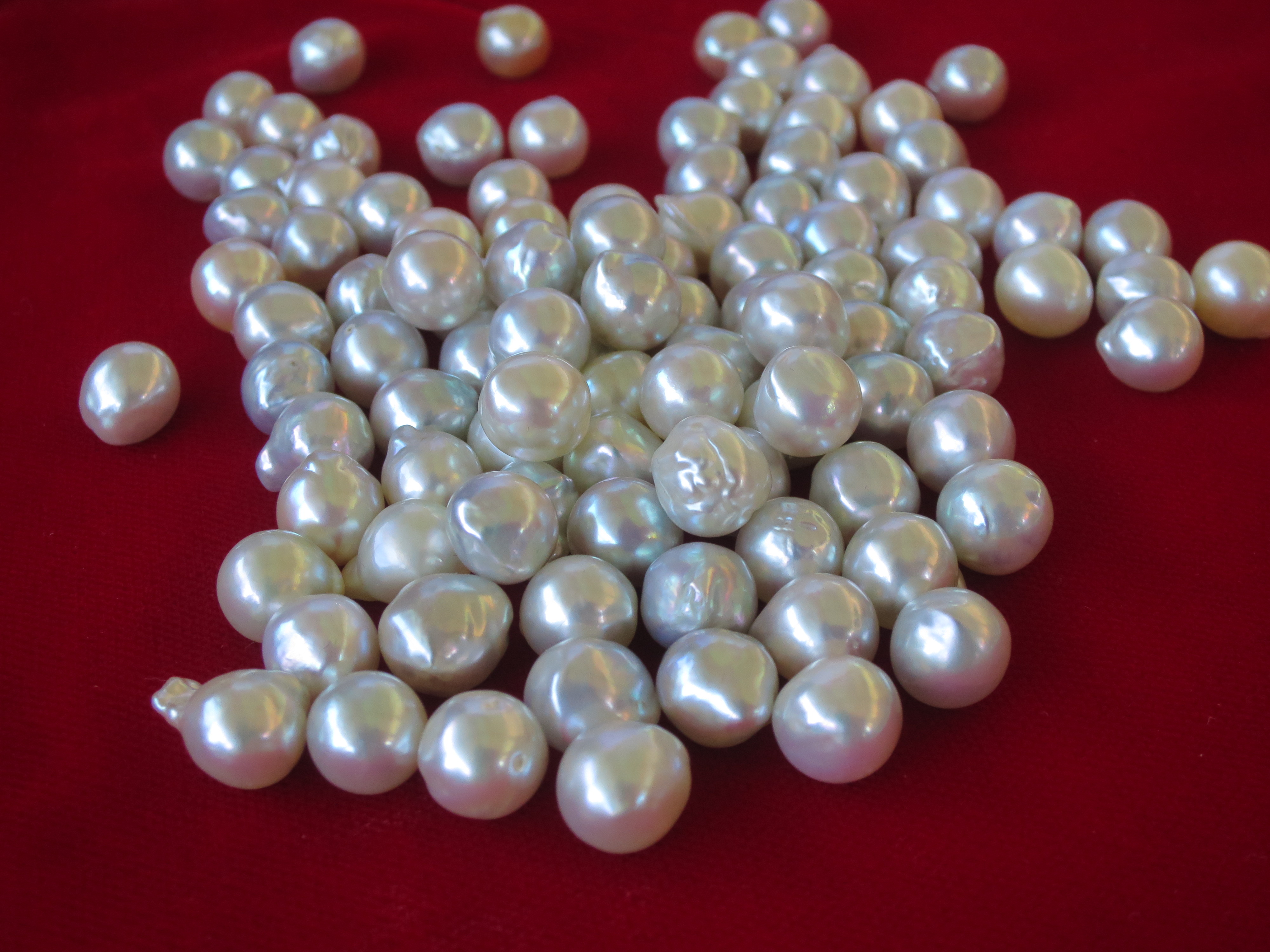
Ballung von losen Perlen.
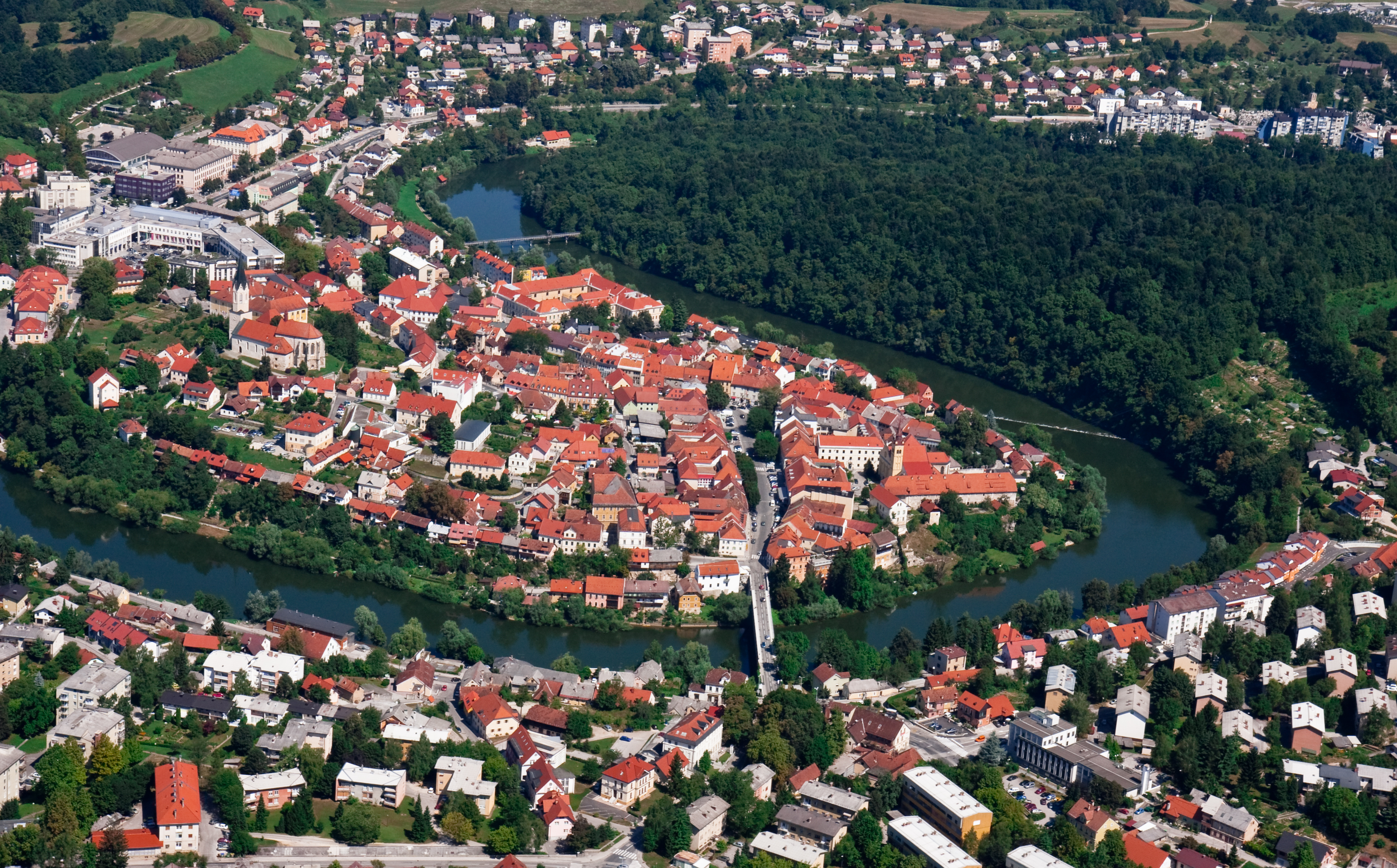
Novo Mesto (Rudolfswerth) in einer Flussschleife des Flusses Krka (Krainer Gurk) in Slowenien.
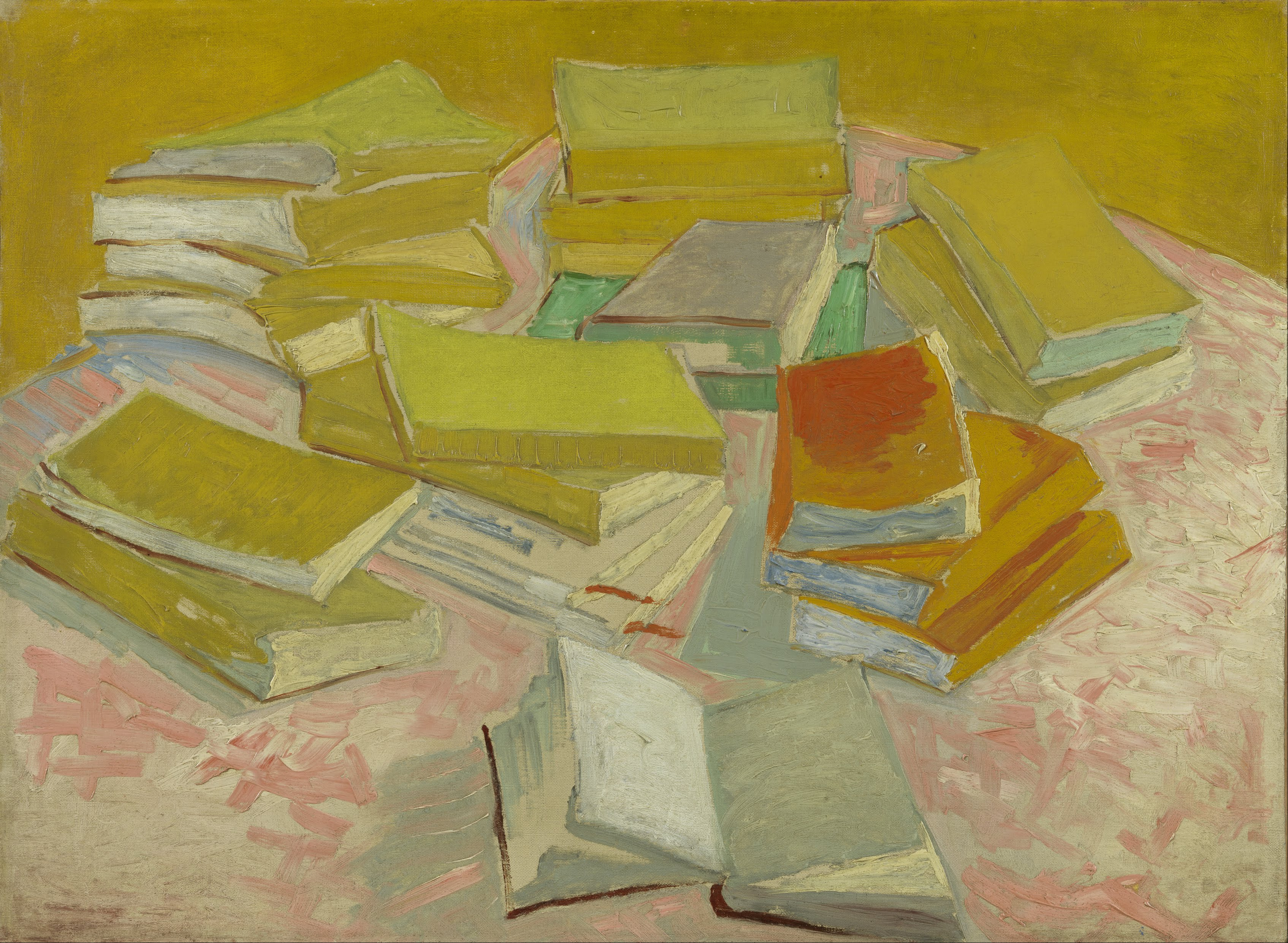
Vincent van Gogh: Stillleben mit französischen Romanen.

## Streuung (auch Zerstreuung)
Gleiche, ähnliche oder unterschiedliche Bildelemente liegen ungeordnet und weit auseinander. Eine Streuung wirkt meist dynamisch, flächenfüllend, frei, lebendig, locker und schwebend, kann aber auch beziehungslos, unüberschaubar, willkürlich und zufällig wirken.

Eine Auswahl an Halbedelsteinen (Quarz, Amethyst, blauer Topas und Spinell) sind als lose Streuung ausgelegt, um jeden Stein getrennt beurteilen zu können. In der Eggarten-Siedlung in München stehen einzelne Häuser ungeregelt in grüner Umgebung. Naturschützer kämpften erfolglos um den Erhalt dieses idyllischen Bereiches in München, auf dem nun neue Wohnungen mit entsprechender Bauverdichtung entstehen. Ein Beispiel aus der bildenden Kunst ist das Gemälde Die Kinderspiele von Pieter Bruegel dem Älteren. Hier sind spielende Kindergruppen ohne Überschneidungen über das Bild verteilt.

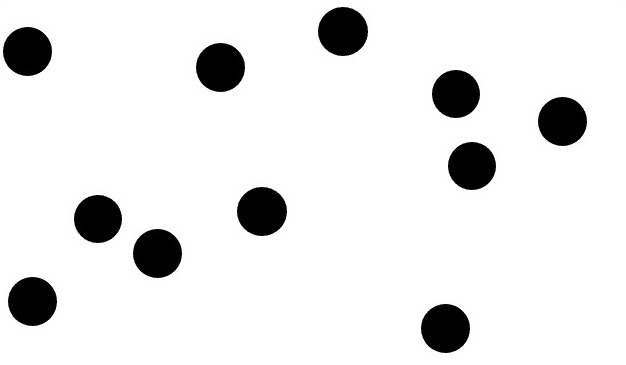
Streuung aus Punkten.
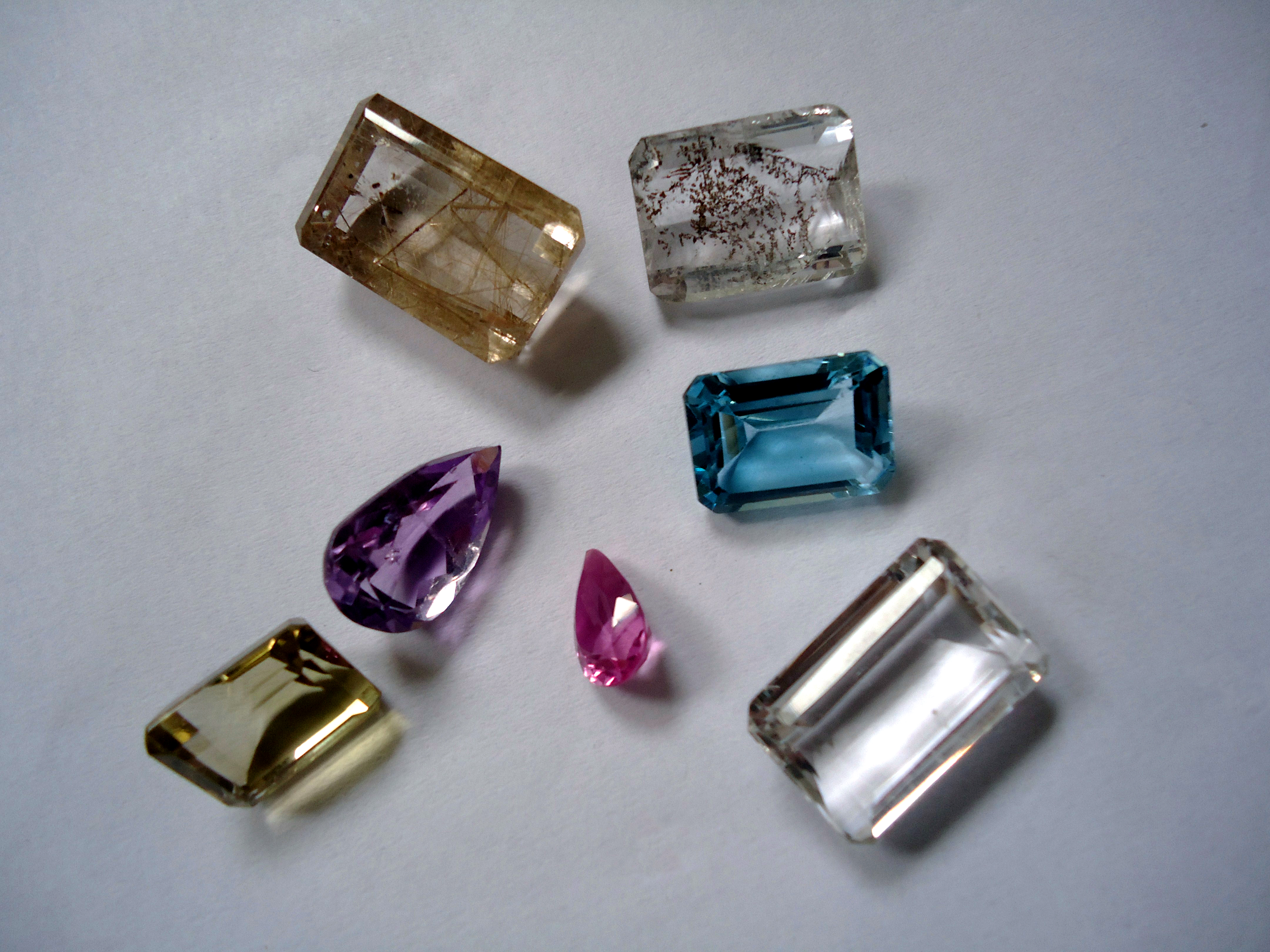
Lose Streuung von ausgelegten Halbedelsteinen.
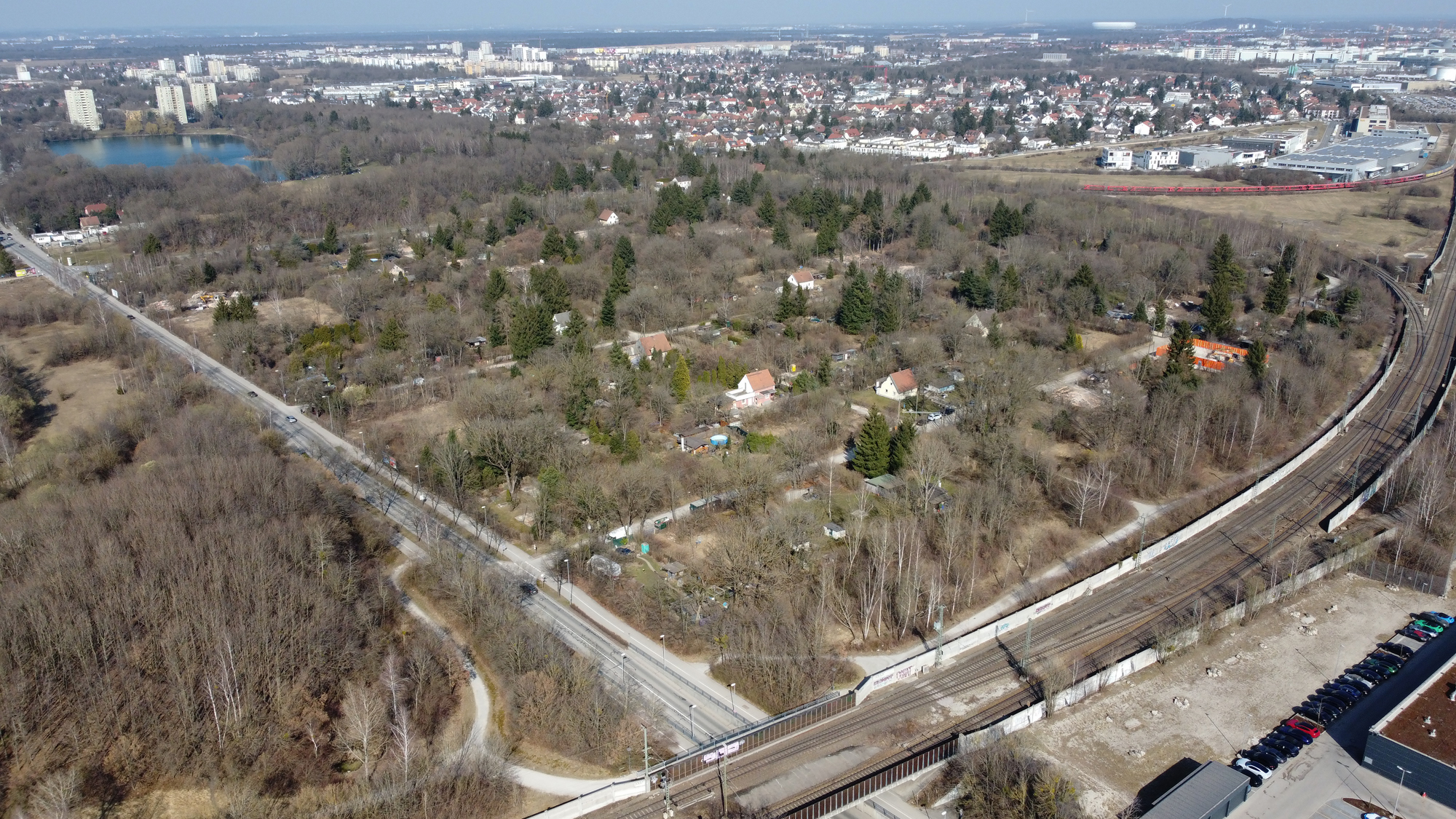
Die Eggarten-Siedlung in München.
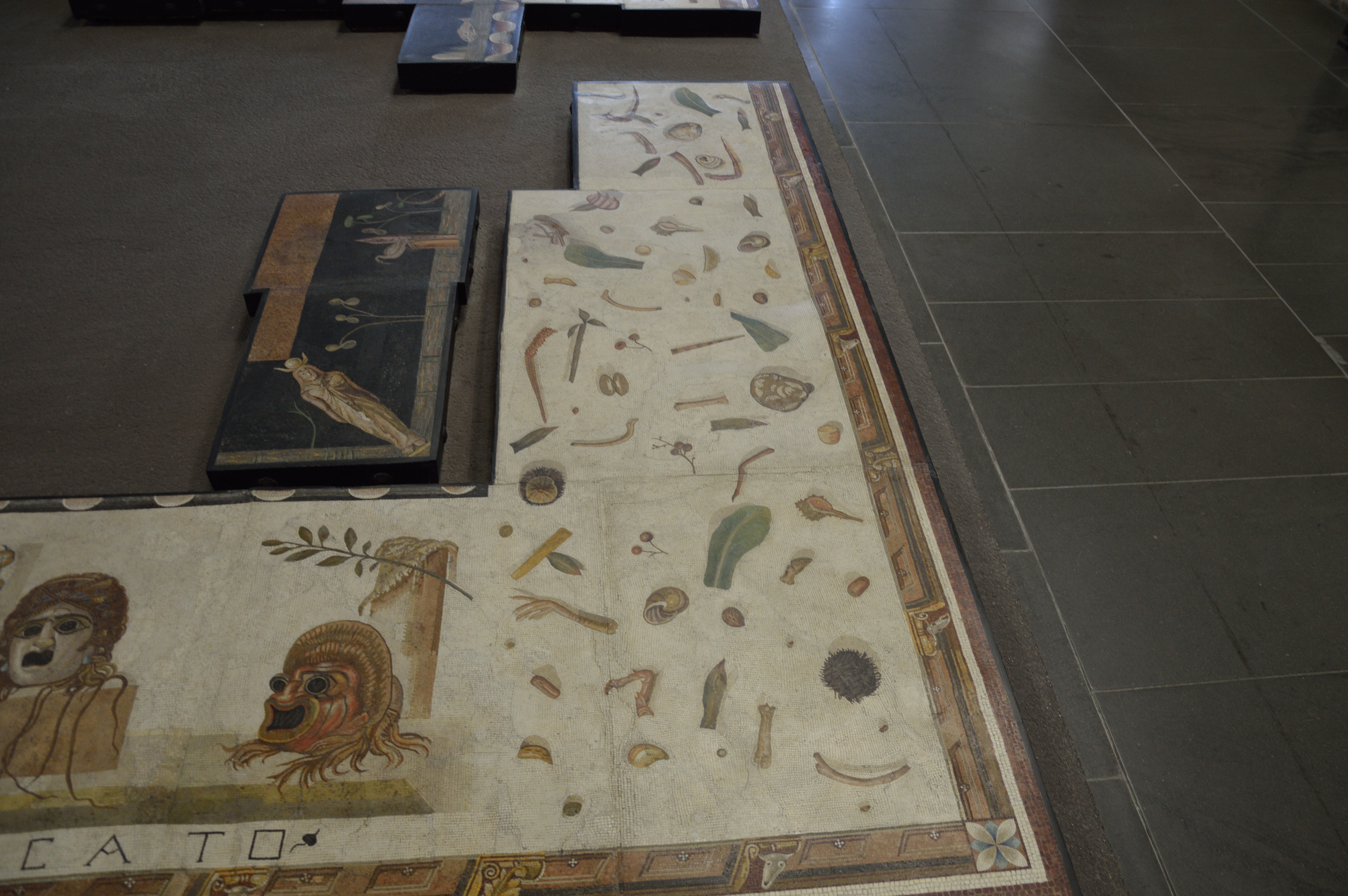
Das römische Mosaik Ungefegtes Zimmer (Asàrotos òikos) zeigt eine Streuung.
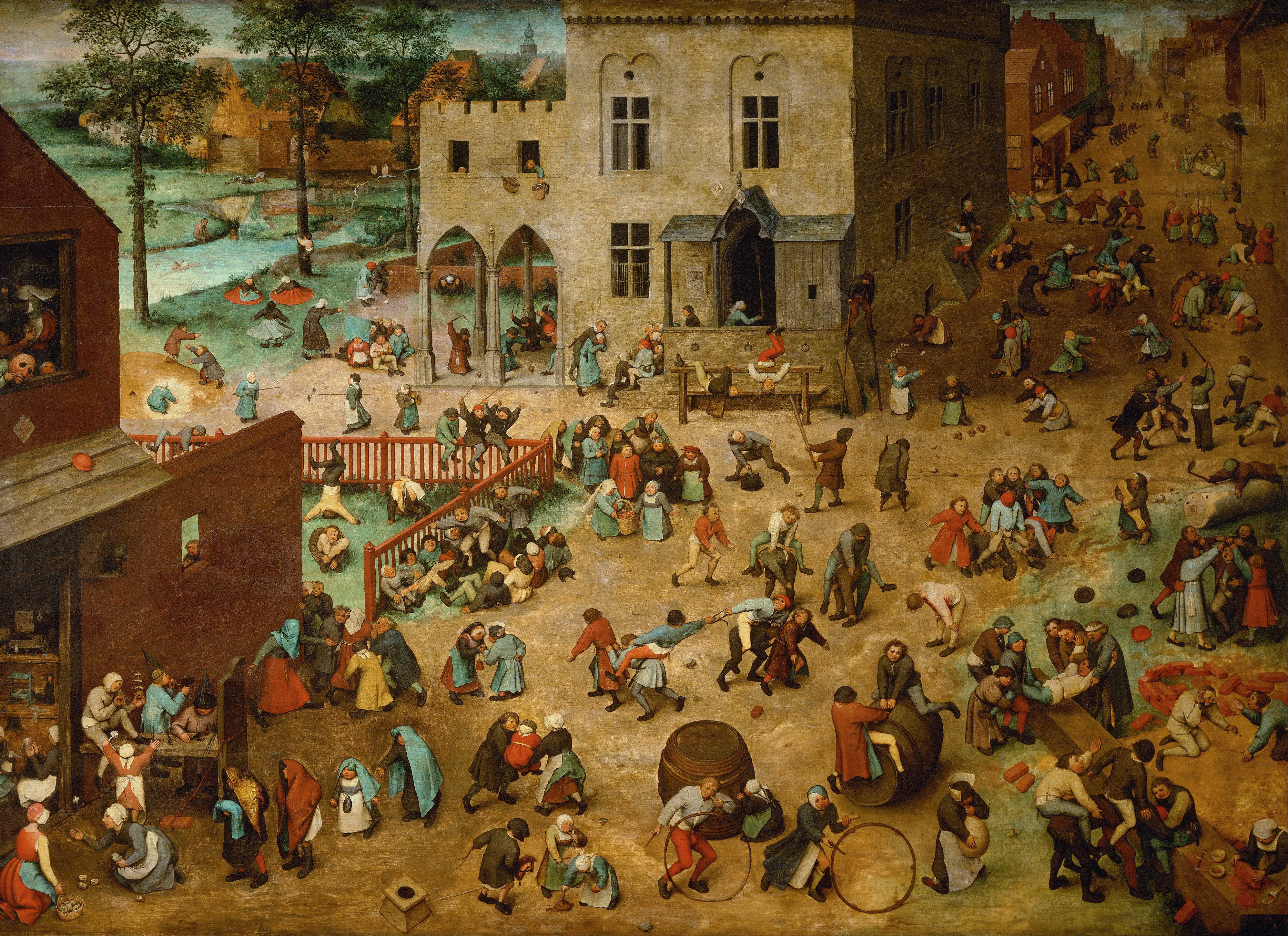
Pieter Bruegel d. Ä.: Die Kinderspiele.

## Raster
Gleiche oder ähnliche Bildelemente orientieren sich an einem Gittersystem aus sich rechtwinklig kreuzenden Linien. Die Elemente sind streng geometrisch und regelmäßig auf der Fläche angeordnet und meist gleich ausgerichtet. Ein Raster wirkt meist ordentlich, stabil, vorhersehbar und zuverlässig, kann aber auch starr, uninteressant und unlebendig wirken.

Die sorgfältige Anordnung der Ringe ermöglicht eine Übersicht über die vielfältig gestalteten Silberringe mit schwarzen Steinen, den sogenannten türkischen Oltu-Steinen. Das Raster lässt sich nach allen Seiten hin fortsetzen und verdeutlicht dadurch das große Angebot. Ein konsequentes Raster bilden die Fenster des Wernerwerk-Hochhauses in Berlin. Das Ordnungsprinzip vermittelt ohne repräsentative Dekoration einen modernen, rationalen, zweckgebundenen Eindruck und wirkt gleichzeitig monumental. Paul Klee gestaltet in seinem Bild Neue Harmonie mit verschiedenfarbigen Rechtecken ein einfaches Raster, um die Wirkung von Farben ohne gegenständlichen Bezug und ohne Ablenkung zu verdeutlichen.

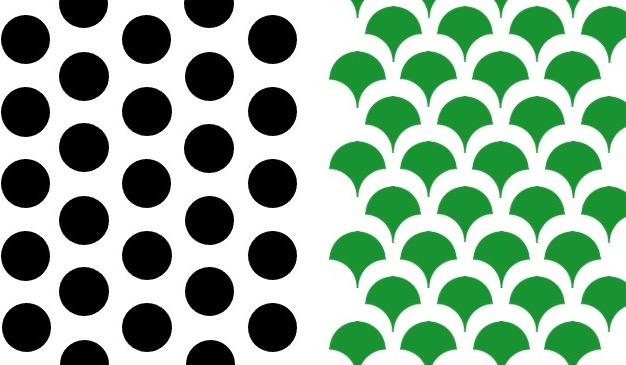
Raster aus Punkten und stilisierten Ginkgoblättern.
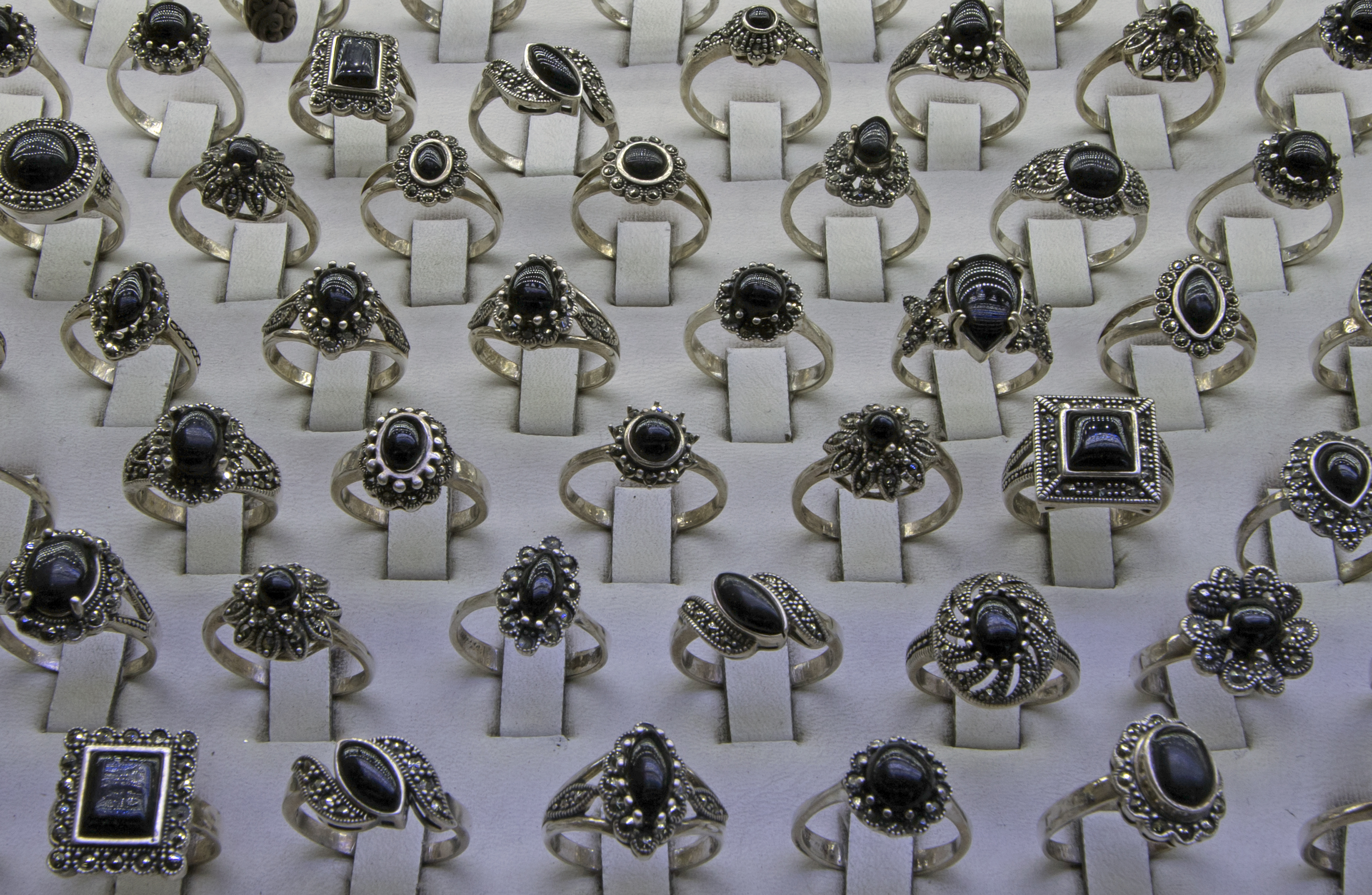
Auslage von Silberringen mit schwarzen Steinen.
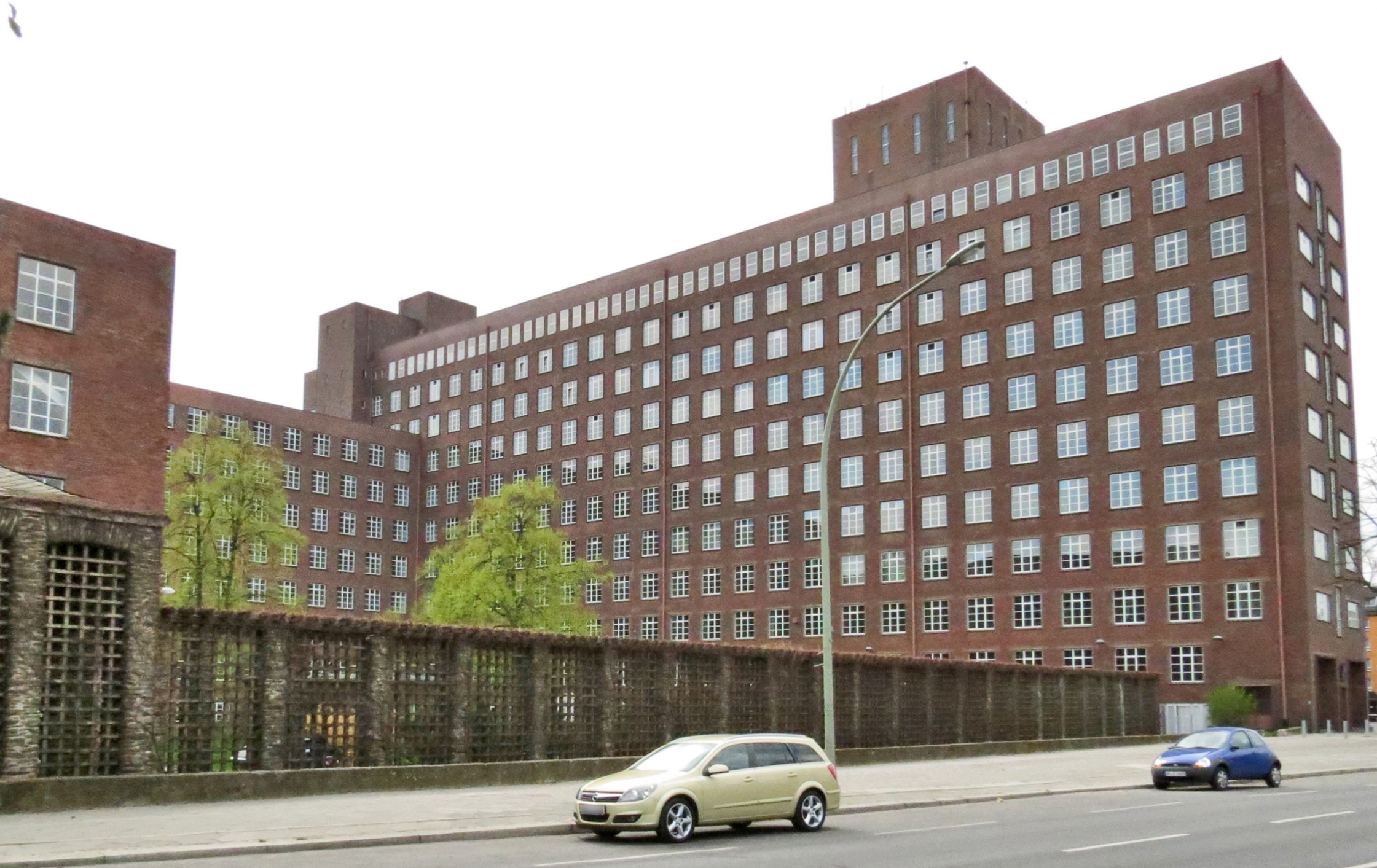
Das Wernerwerk-Hochhaus in Berlin.
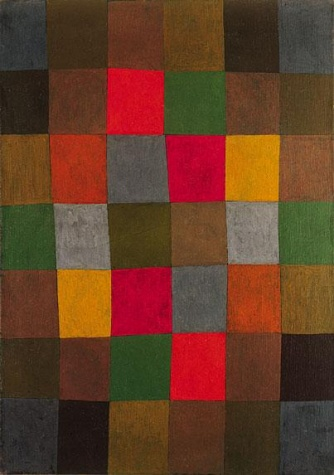
Paul Klee: Neue Harmonie.

## Muster
Gleiche oder unterschiedliche Bildelemente treten regelmäßig wiederkehrend als Flächendekor (Flächenornament) auf. Ein Muster wirkt meist dekorativ, harmonisch und interessant, kann aber auch bieder und einschränkend wirken.

Unterschiedlich gestaltete Rechtecke bilden bei dem Armband ein dekoratives Muster in Rosa, Weiß und Gold. Bei dem japanischen Rohm-Bürogebäude entsteht lediglich durch die unterschiedliche Beleuchtung der rasterförmig angeordneten Fenster in Weiß und Violett ein einfaches Muster. Ein Beispiel der Kunst sind die Kacheln Fische und Vögel in Weiß und Schwarz nach einem Entwurf von Maurits Cornelis Escher. Die Konturen der schwarzen Vögel bilden passgenau die Konturen der weißen Fische, und es entsteht ein unendlich fortsetzbares, interessantes Muster.

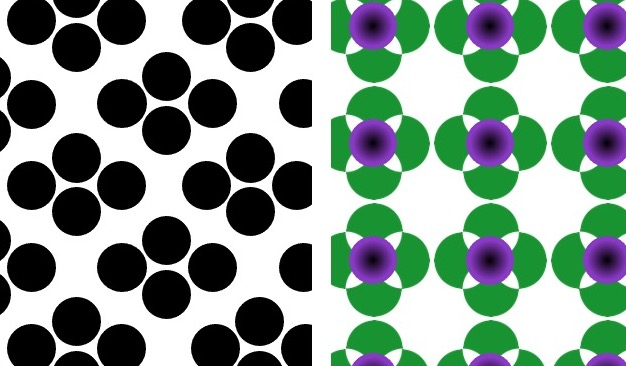
Punkte und stilisierte Ginkgoblätter bilden die beiden Muster.
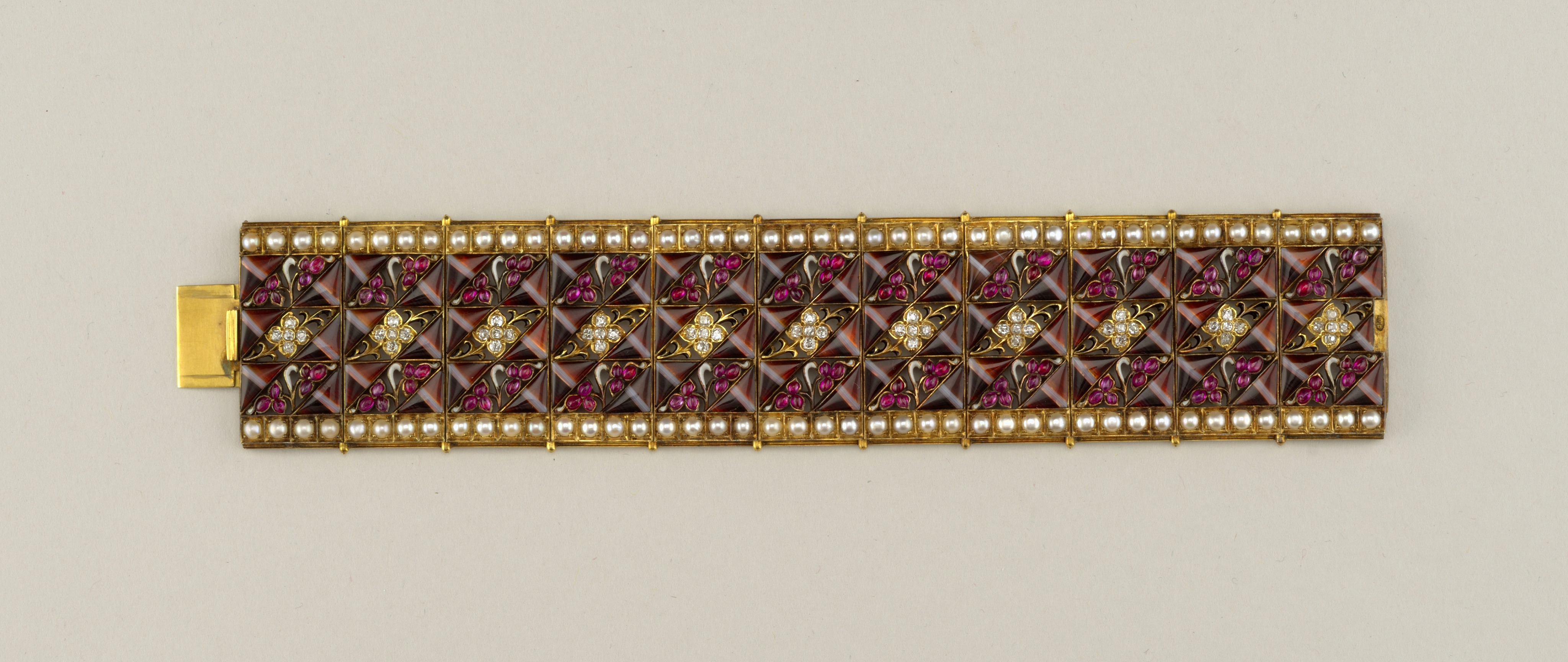
Englisches Armband.
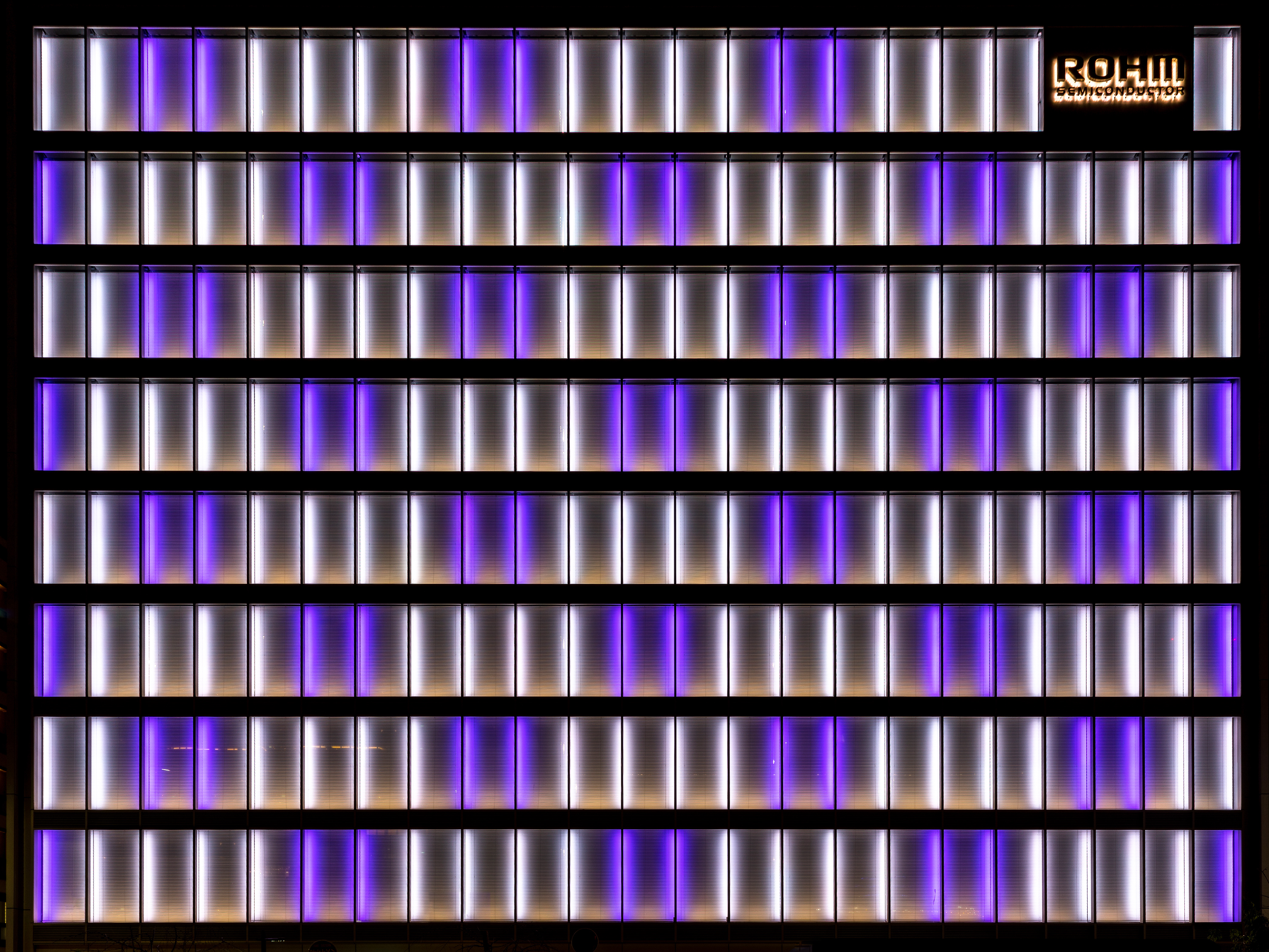
Weiß und violett beleuchtete Fenster des Rohm-Gebäudes für Halbleiter in Kyoto / Japan.
M. C. Escher (Entwurf): Fische und Vögel in Weiß und Schwarz.

## Symmetrie
Die Symmetrie ist ein in allen Kunstbereichen häufig angewandtes Ordnungsprinzip. Meist handelt es sich um eine Achsensymmetrie (Spiegelsymmetrie, bilaterale Symmetrie) mit senkrechter Symmetrieachse. Die Bildelemente liegen gleich weit von der Symmetrieachse entfernt, also spiegelbildlich gegenüber. Die Symmetrieachse kann auch waagerecht, z. B. bei Wasserspiegelungen, oder selten schräg verlaufen. Eine symmetrische Anordnung wirkt meist ausgewogen, feierlich, geordnet, harmonisch, ruhig, schön und stabil, kann aber auch konservativ, künstlich oder kitschig wirken.

Bei dem Diadem der Erzherzogin Marie-Louise von Österreich bewirkt die symmetrische Gestaltung einen festlichen und repräsentativen Ausdruck. Ebenso symmetrisch ist das Mausoleum Tadsch Mahal in Agra / Indien aufgebaut. In der Ansicht mit der Spiegelung im Wasser scheint das Mausoleum zu schweben. Die Wirkung ist erhaben, grandios, imposant, romantisch und traumhaft. Der Baum des Lebens von Séraphine Louis (Séraphine de Senlis) besteht aus vielen, phantasievoll und unterschiedlich gestalteten Blättern. Die Symmetrie unterstützt den großartigen Eindruck.

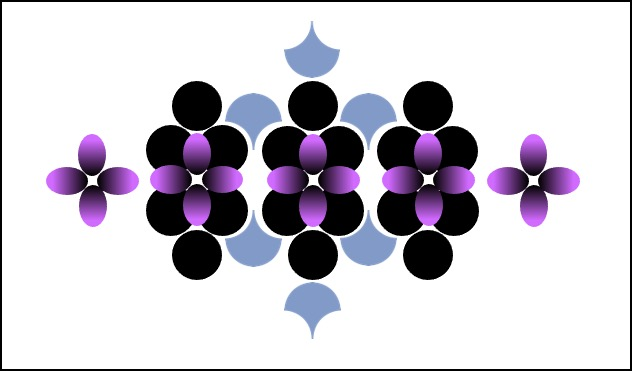
Achsensymmetrische Anordnung von geometrischen Formen.
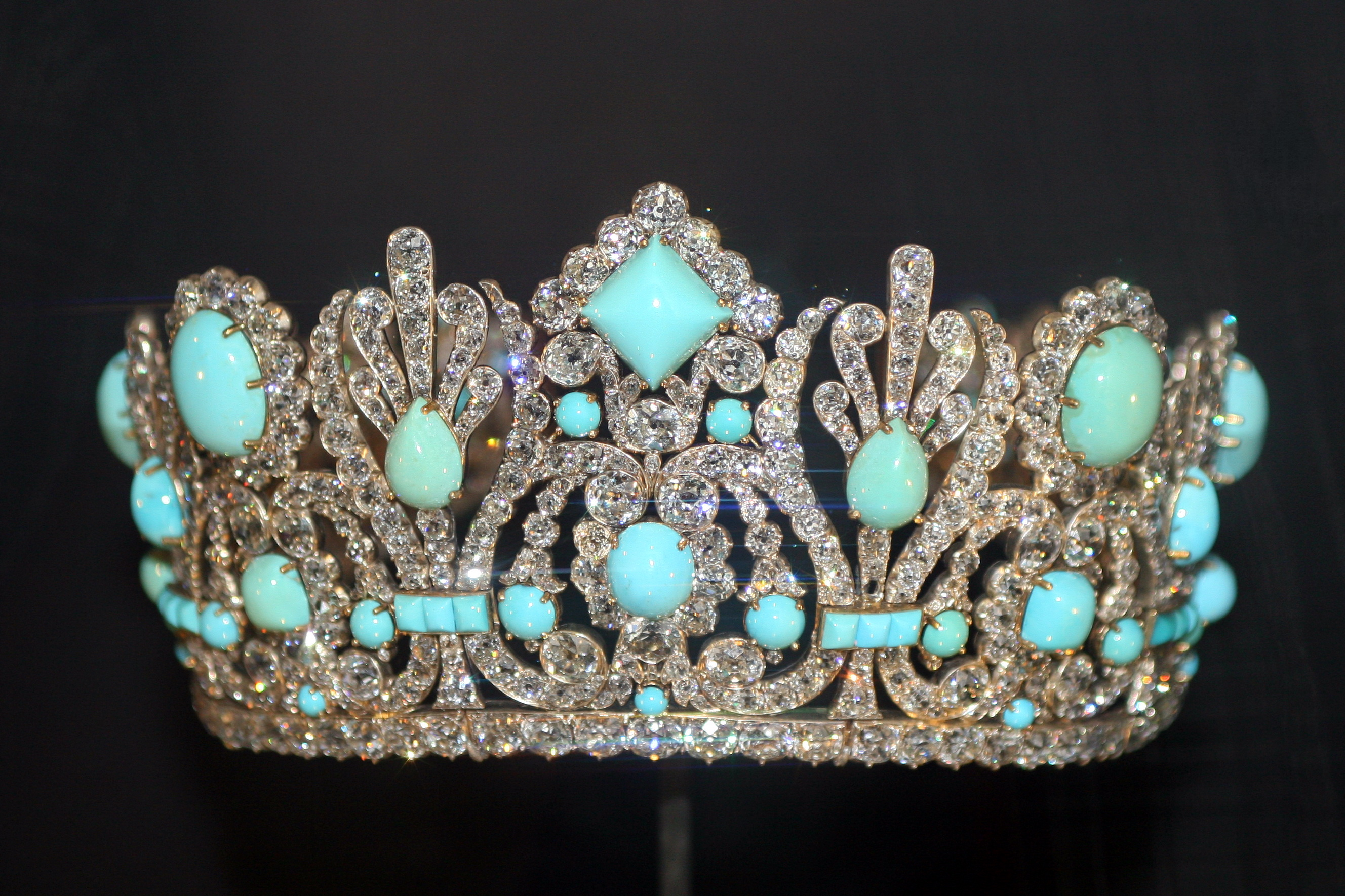
Diadem von Marie Louise von Österreich.
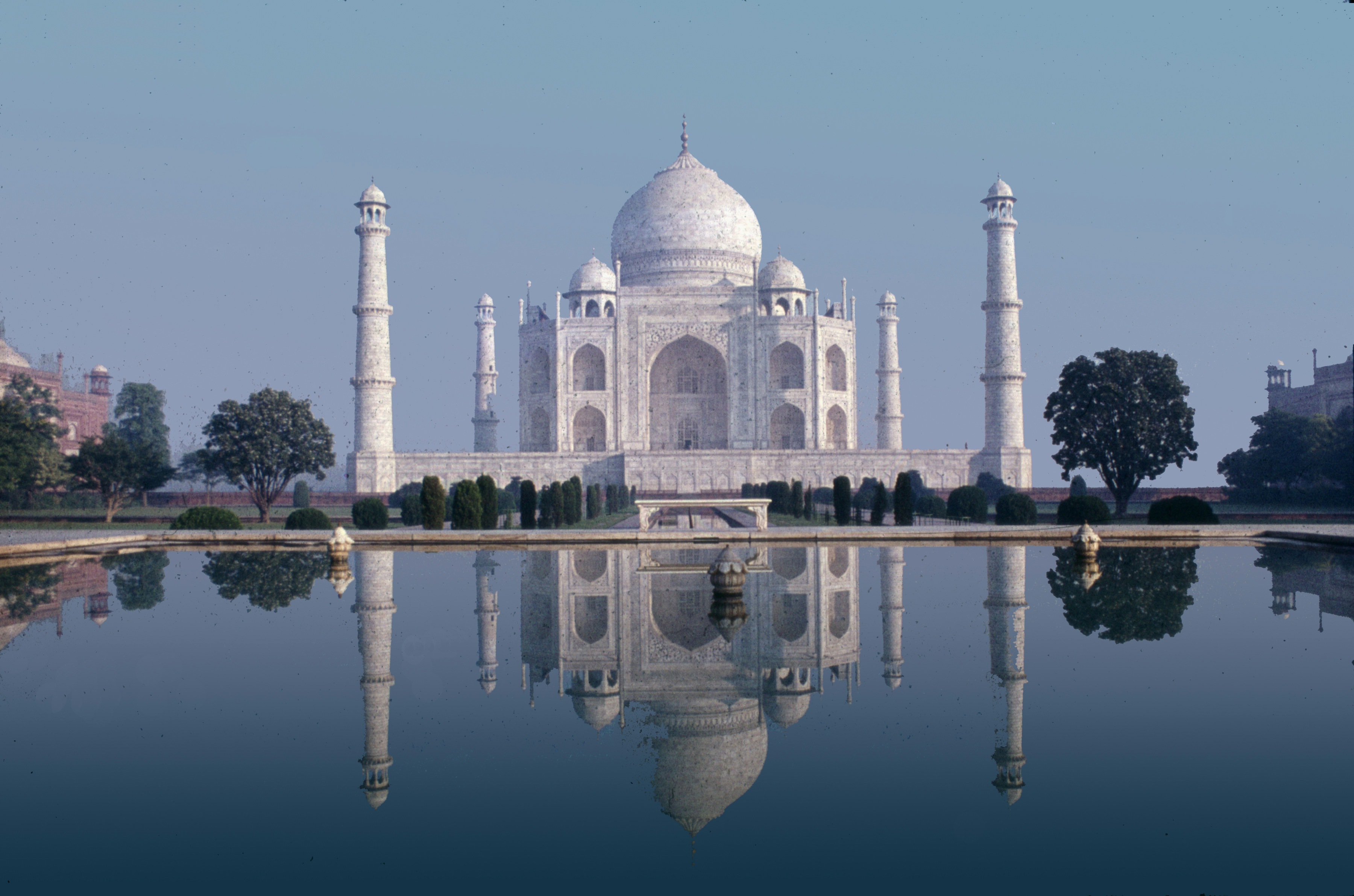
Tadsch Mahal in Agra / Indien mit Wasserspiegelung.
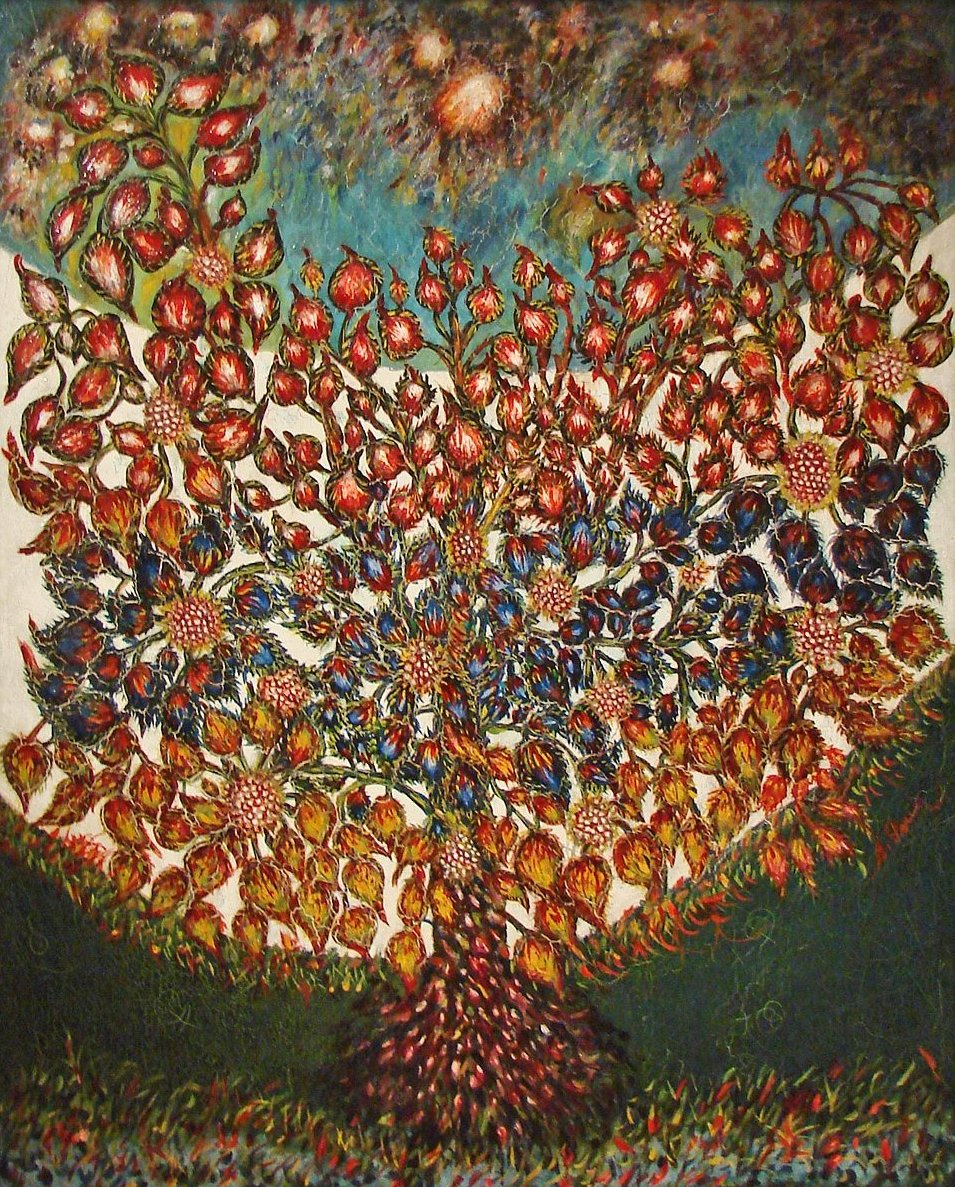
Seraphine Louis (Seraphine de Senlis): Der Baum des Lebens.

## Asymmetrie
Die Bildelemente sind betont unregelmäßig angeordnet, Gleichmäßigkeit und Symmetrie werden vermieden. Eine Asymmetrie wirkt meist individuell, lebendig, phantasievoll und spontan, kann aber auch beliebig, chaotisch, orientierungslos und unsicher wirken.

Bei der römischen Brosche, die an ein Tier erinnert, sind die Formen und Farben asymmetrisch gestaltet. Die ausgefallene, freie und asymmetrische Gestaltung der Fassade des Museums für Popkultur in Seattle / USA wirkt dynamisch, kreativ und inspirierend und soll Ausdruck einer lebensverändernden Kraft sein. Zusammen mit dem einfachen Aufbau wirkt die asymmetrische Abendlandschaft von Paula Modersohn-Becker urtümlich und ungekünstelt.

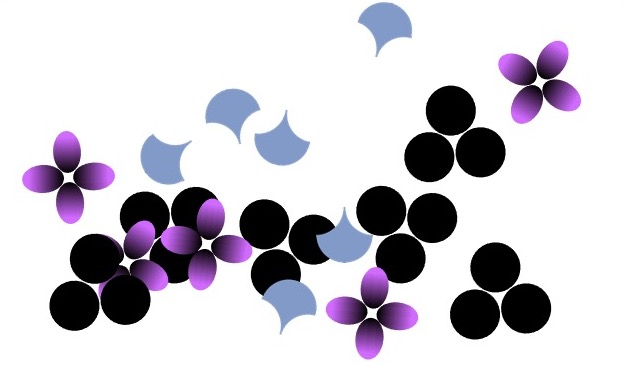
Asymmetrische Anordnung von geometrischen Formen.
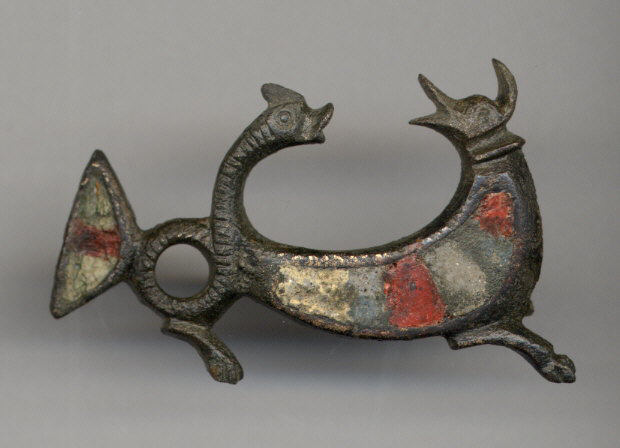
Asymmetrisch, römische Brosche in Form eines stilisierten Tieres.
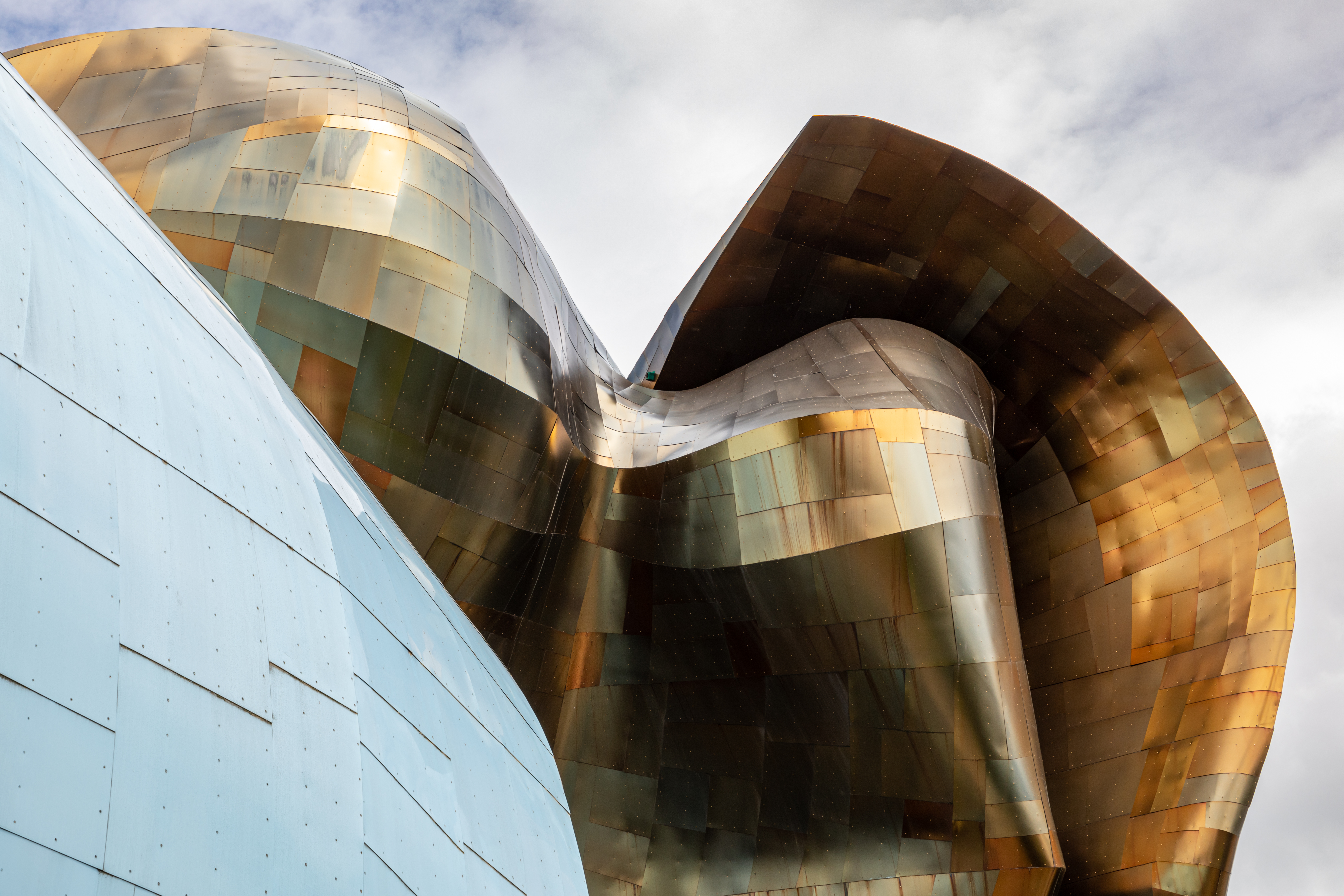
Fassade des Museums für Popkultur in Seattle / USA.
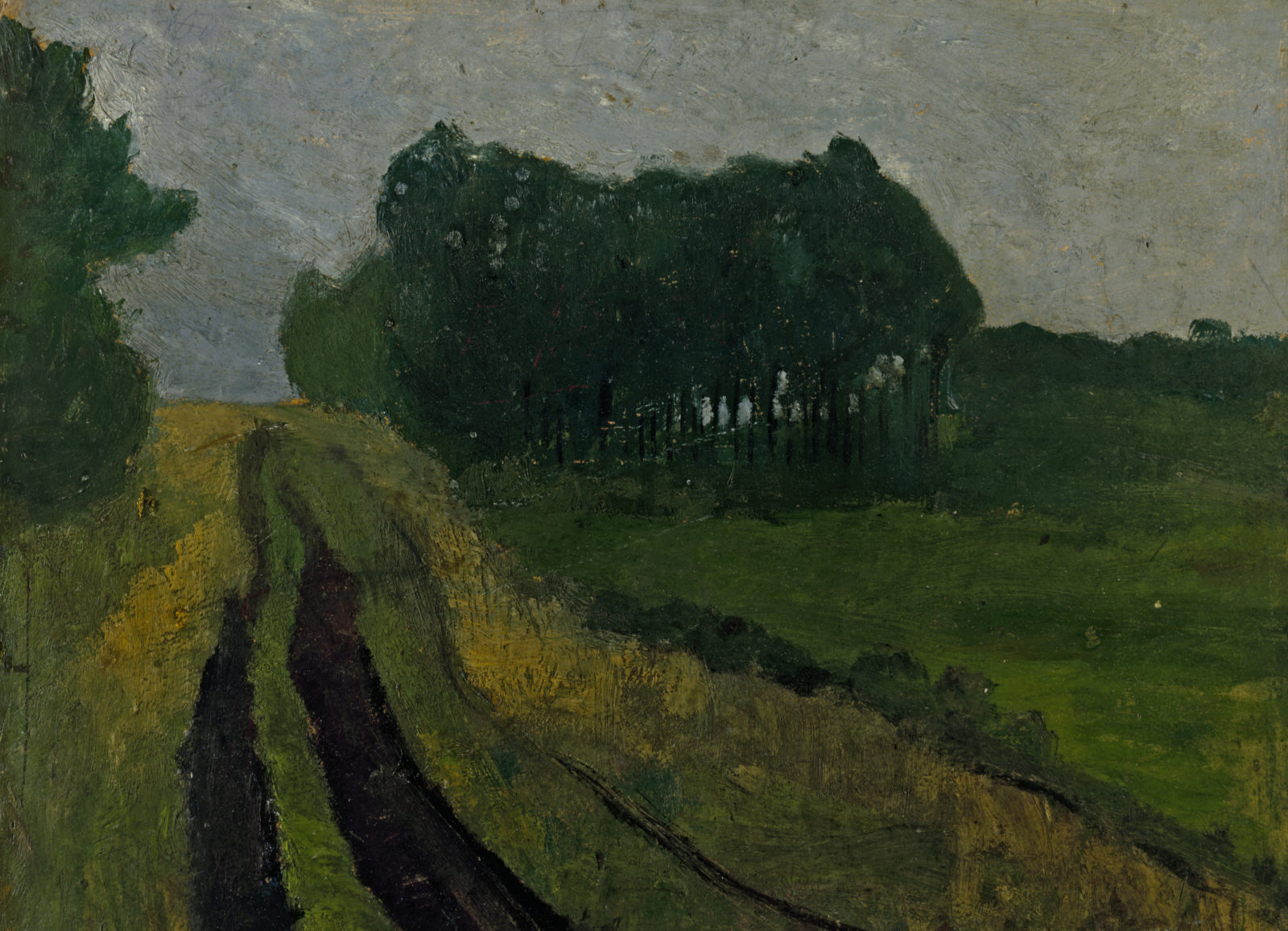
Paula Modersohn-Becker: Abendlandschaft.